# Paul Hunder
Paul Hunder (* 12. Januar 1884 in Berlin; † 9. Mai 1948), auch „Florian“ gerufen,  war ein deutscher Fußballspieler.

## Karriere

### Vereine
Hunder, gelernter Dreher, begann bei Olympia Berlin mit dem Fußballspielen und setzte es bei Apollo Berlin und Wacker Berlin fort.
Anschließend gehörte er von 1903 bis 1905 dem BTuFC Britannia 1892 an, für den er in den vom Verband Berliner Ballspielvereine organisierten Meisterschaften als Mittelfeldspieler zum Einsatz kam.
Von 1905 bis 1912 spielte er für den Stadtrivalen BTuFC Viktoria 89; in der letzten Saison im Verband Brandenburgischer Ballspielvereine. Mit dem Verein erlebte er seine erfolgreichste Zeit als Fußballspieler; er gewann dreimal in Folge die Berliner Meisterschaft und noch einmal am Saisonende 1911. Infolgedessen nahm er auch an den jeweiligen Endrunden um die Deutsche Meisterschaft teil, in denen er insgesamt elf Spiele bestritt. Verlor er noch am 19. Mai 1907 in Mannheim das Finale mit 1:3 gegen den Freiburger FC, so gewann er dieses am 7. Juni 1908 in Berlin mit 3:1 gegen den FC Stuttgarter Cickers. Nachdem das Finale am 30. September 1909 in Breslau erneut – mit 2:4 gegen den Karlsruher FC Phönix – verloren wurde, gewann er dieses am 4. Juni 1911 in Dresden mit 3:1 gegen den VfB Leipzig. Ein erlittener komplizierter Knöchelbruch zwang ihn im Jahre 1912 seine Karriere vorzeitig zu beenden.

### Auswahl-/Nationalmannschaft
Als Spieler der Auswahlmannschaft des Verbandes Brandenburgischer Ballspielvereine nahm er am Wettbewerb um den Kronprinzenpokal teil. Nach Siegen im Viertel- und Halbfinale verlor er das am 18. Februar 1912 in Berlin ausgetragene Finale gegen die Auswahlmannschaft des Verbandes Süddeutscher Fußball-Vereine mit 5:6.
Für die A-Nationalmannschaft bestritt er von 1909 bis 1911 acht Länderspiele.
Er debütierte am 13. März 1909 in Oxford gegen die Amateurnationalmannschaft Englands, das mit 0:9 verloren wurde. Seinen letzten Einsatz für den DFB bestritt er am 17. Dezember 1911 in München bei der 1:4-Niederlage gegen die Nationalmannschaft Ungarns.

## Erfolge
- Deutscher Meister 1908, 1911
- Berliner Meister 1904, 1907, 1908, 1909, 1911